# Вокоу
Вако или вокоу (倭寇) — японские пираты, ронины и контрабандисты (хотя известны случаи, когда они за плату занимались и охраной морских перевозок), которые разоряли берега Китая и Кореи.
В историографии выделяют две группы японских пиратов в зависимости от региона их активности.
Первая группа действовала в XIII—XVI веках у побережья Кореи и Южного Китая. Её представителей называют «японскими разбойниками», или вокоу. Изначально эта группа формировалась за счёт японцев, но впоследствии пополнялась преимущественно южными китайцами. Вторая группа действовала в районе берегов Японского архипелага. Члены этой группы образовывали общины, которые назывались «флотилиями», или суйгун, а их воины — «пиратами», «часовыми» или «гребцами». Эта группа состояла преимущественно из японцев.

## Основная информация
Первоначально отряды морских грабителей комплектовались из обнищавших японских рыбаков. Позднее в их ряды влились прочие социальные группы, обнищавшие в смутные времена Сэнгоку. Пиратским логовом служил остров Цусима на полпути между Японией и Кореей, а основной мишенью для набегов — берега Кореи. Со временем японцы стали наведываться и в воды Китая: в промежутке между 1369 и 1466 гг. в источниках упомянуто 34 нападения вокоу на Чжэцзян.
Ответом минского правительства на разбойные нападения стало введение запрета на морскую торговлю, который вынудил китайских купцов торговать с Японией подпольно. С самого своего основания жёстко противодействовала пиратам корейская династия Чосон. В записи Анналов династии Чосон за 1395 год сообщается о том, что в распоряжении пиратов имелось до 400 судов.
Борьба с разбойниками достигла кульминации в 1419 году, когда голод выгнал цусимских пиратов на поиски съестного в Жёлтое море, где они были разбиты местным китайским наместником, взявшим до полутора тысяч пленных. С тех пор вокоу держались вдали от Ляодуна, высаживаясь в поисках съестных припасов по корейским берегам. В ответ корейский ван Тхэджон высадился на Цусиме. В Японии это предприятие было воспринято как новое вторжение монголов, и корейцы были вынуждены оставить спорный остров.
В XVI веке пираты настолько осмелели, что свободно плавали по дельте Янцзы. К этому времени относится их китаизация. Вливания китайцев в отряды пиратов увеличили их число до 20 тысяч, распределённых по цепочке фортов вдоль китайского побережья. Ширилась география набегов: целями пиратов всё чаще становились южные провинции Фуцзянь и Гуандун. Усилиями минских военачальников Ци Цзигуана и Юй Даю пираты были выбиты с острова Путо неподалёку от современного Шанхая и были принуждены оставить пределы Минской империи.
Мощь пиратов была ослаблена и мероприятиями объединившего Японию правителя Тоётоми Хидэёси, который организовал «охоту за мечами» — массовую экспроприацию холодного оружия. Когда в 1592 году Хидэёси вторгся в Корею, китайцы и корейцы восприняли это как очередную страницу многовековой борьбы с «японскими хищниками».
По мнению корейцев, точку в этом вторжении и в истории средневекового японского пиратства поставили морские победы адмирала Ли Сунсина. Между тем, действительные причины прекращения деятельности вокоу следует искать глубже, в отмене минским правительством запрета на морскую торговлю, не в последнюю очередь продиктованной установлением взаимовыгодного торгового обмена с европейцами в бухте Аомыня в 1550-е годы.

## Вокоу

### Ранние вокоу
Изначально вокоу было названием, использовавшимся средневековыми китайскими и корейскими историками, которым обозначались японские военные формирования независимо от рода войск. Самое раннее упоминание о вокоу датируется 414 годом и находится в тексте стелы, которая была сооружена в память когурёского вана Квангэтхо. В ней под вокоу понимаются войска древнеяпонского государства Ямато, воевавшие против когурёсцев на Корейском полуострове, помогая местному корейскому государству Пэкче.
Первые сведения о вокоу как о японских пиратах датируются XIII веком. В «Истории Корё» в 1223 году упоминается, что «ва» (японцы), которые прибыли на лодках, совершили разбойное нападение на побережье Корейского полуострова. Одновременно в японских источниках сообщается, что в 1232 году жители Северного Кюсю побывали в Корё и силой вывезли оттуда драгоценные сокровища. Однако вести в хрониках о масштабных нападениях вокоу на Корею датируются лишь серединой XIV века, когда японские пираты стали почти ежегодно нападать на корейские прибрежные поселения.
Главной целью набегов вокоу был захват риса, поэтому прежде всего они атаковали корейских перевозчиков риса и рисовые склады. Дополнительными целями пиратских нападений были грабеж корейского населения, охота за рабами, вывоз корёсцев в Японию и Рюкю. Правительство корейского государства Корё пыталось остановить набеги вокоу путём делегирования послов к японскому императорскому двору, отправкой карательных флотов, а также уплатой больших выкупов за вывезенных соотечественников, однако проблема оставалась нерешённой.
Среди членов вокоу XIV—XV веков преобладали японцы. Это были выходцы из очень бедных провинций северного Кюсю и Цусимы, которых возглавляли местные сельские головы, чиновники и земельные управляющие — дзито. Часто в такие пиратские группы привлекали отряды японских преступников или вооружённых купцов, а также представителей корейских социальных низов — кожевников, нищих, артистов и акробатов, которых попирало традиционное корейское общество.
В 1392 году в Корее вместо династии Корё воцарилась династия Чосон, которая усилила обороноспособность страны, но выбрала мягкий курс по решению проблемы вокоу. Новое корейское правительство провело детальное исследование социальной структуры пиратских шаек и сумело расколоть их путём предоставления различных привилегий их главарям. Проводники вокоу получили корейские военные ранги, одежду и жилище, а купцы, которые вынужденно присоединялись к пиратским отрядам, получили право официально торговать с Кореей. Против остальных пиратов, которые продолжали заниматься разбоем, корейцы провели масштабную военную операцию. В 1419 году семнадцатитысячная корейская армия вторгалась на остров Цусима, который считался базой вокоу. В ходе операции корейцы уничтожили значительную часть жителей острова, но в битве при Нукадаке попали в засаду островитян-пиратов под предводительством Со Садамори и понесли большие потери. Конфликт завершился в том же году подписанием мира, по которому обладатель Цусимы, род Со, обещал прекратить набеги на Корею и способствовать ликвидации остатков вокоу в обмен на поставки корейского риса.
Постепенная нормализация корейско-японских отношений способствовала переориентации японских пиратов на Китай. С конца XIV века вокоу из северных и западных районов острова Кюсю стали нападать на прибрежные владения империи Мин. В связи с этим китайский император Хунъу усилил прибрежную охрану и начал переговоры с японским императорским принцем Канэнагой, которого признал «ваном Японии» и от которого требовал ликвидации пиратских шаек. Однако принц не имел реальной власти, поэтому усилия китайцев были безрезультатными. Сын Хунъу, император Юнлэ, начал диалог с самурайским правительством Японии, сёгуном Асикагой Ёсимицу, который после получения китайского титула «вана Японии» смог утихомирить западнояпонских вокоу
| Правитель             | Регион | Регион  | Регион   | Регион  | Регион  | Регион  | Всего |
| Правитель             | Ляонин | Шаньдун | Цзяннань | Чжэцзян | Фуцзянь | Гуандун | Всего |
| --------------------- | ------ | ------- | -------- | ------- | ------- | ------- | ----- |
| Хунъу (1358—1398)     | 1      | 7       | 5        | 21      | 3       | 9       | 46    |
| Цзяньвэнь (1399—1402) |        |         |          | 2       |         |         | 2     |
| Юнлэ (1403—1424)      | 2      | 8       | 4        | 25      | 1       | 3       | 43    |
| Хунси (1425)          |        |         |          |         |         |         | 0     |
| Сюаньдэ (1426—1435)   |        |         |          | 1       | 1       | 1       | 3     |
| Чжэнтун (1436—1449)   | 1      |         |          | 10      |         |         | 11    |
| Цзинтай (1450—1456)   |        |         |          | 1       |         |         | 1     |
| Чжэнтун (1457—1464)   |        |         |          |         |         |         | 0     |
| Чэнхуа (1465—1487)    |        |         |          | 1       |         | 1       | 2     |
| Хунчжи (1488—1505)    |        |         |          |         |         | 1       | 1     |
| Чжэндэ (1506—1521)    |        | 1       |          |         |         | 1       | 2     |
| Цзяцзин (1522—1566)   |        | 5       | 207      | 192     | 158     | 39      | 601   |
| Лунцин (1567—1572)    |        |         |          |         |         | 19      | 19    |
| Ваньли (1573—1619)    |        | 1       |          | 5       |         | 9       | 15    |
| Всего                 | Всего  | Всего   | Всего    | Всего   | Всего   | Всего   | 746   |

### Поздние вокоу
В XVI веке в районах южного Китая и южных морей вновь начали действовать отряды пиратов, которых называли по-старому — вокоу. Наибольшую активность они проявляли на протяжении 40 лет, начиная с 1522 года. Кроме собственно японцев среди пиратов были китайцы, а также португальцы, которые впервые появились в Юго-Восточной Азии в то время.
В династии Мин со времён первого императора Хунъу существовал запрет на выезд из Китая и ведения частной торговли с заграницей, но придерживаться этого запрета в XVI веке, когда китайская экономика переживала бум, было крайне трудно. Поэтому в отдалённых от центрального правительства районах, преимущественно южных провинциях, при содействии местных чиновников и знати сянчао развилась контрабандная торговля. С китайскими контрабандистами активно сотрудничали португальские купцы, которые не имели официального разрешения на торговлю с Китаем, а также японские торговцы, которые стремились покупать китайские товары, преимущественно шёлк, в обмен на серебро, которое в больших количествах добывалось в Японии. Китайское правительство называло всех этих лиц «японскими пиратами».
Вокоу осуществляли активную контрабандную торговлю в портах Чжию и Лицан провинции Чжэцзян. После того как китайские правительственные войска разрушили эти ячейки, контрабандисты перенесли свои базы в Японию, на остров Кюсю, откуда начали нападать на китайское побережье. Ватаги вокоу не были хорошо организованы и не имели единого руководства, но часть из них смогла сформировать большой флот под руководством китайского купца Ван Чжи, оплот которого находился в японском Хирадо и на островах Гото. В 1543 году вместе с португальцами он прибыл на японский остров Танегасима, где впервые познакомил японцев с огнестрельным оружием. Ван часто выступал как посредник между купцами-контрабандистами и защищал их от китайских войск на море. Династия Мин не могла справиться с его силами и попыталась заманить пиратского лидера обещанием о помиловании в случае возвращения на родину. Ван вернулся в Китай, но был арестован и казнён в 1559 году.
Среди японцев, которые принимали участие в походах поздних вокоу, были выходцы из южного Китая. Их лодки следовали весной с островов Гото или Сацумы, проходили острова Рюкю и Тайвань и прибывали к побережью китайских провинций Гуандун и Фуцзянь и области Цзяннань.
К середине XVI века Мин провела ряд успешных операций против вокоу под руководством Ху Цзунсяня, Ци Цзигуана и Ю Дая. Однако пиратские нападения не прекращались, поэтому в 1567 году китайское правительство ослабило 200-летний запрет и разрешило жителям южнокитайских областей торговать в южных морях. Этот шаг сразу решил проблему вокоу, ватаги которых постепенно самораспустились. В ходе поисков решения проблемы «японских пиратов» китайцы провели масштабные исследования по изучению Японии, которые изменили их представления об этой стране в целом и о пиратском движении в частности.
Хотя пираты вокоу прекратили своё существование во 2-й половине XVI века, термин вокоу продолжает активно использоваться китайской и корейской историографиями и средствами массовой информации как негативное клише для обозначения японских войск, японского правительства и японцев в частности.

## Суйгун
Японские пираты, которые действовали в прибрежных водах Японского архипелага, преимущественно в акватории Внутреннего Японского моря, называются «суйгун», дословно — «флотилиями». Одни из старейших упоминаний о них связаны с деятельностью Фудзивары но Сумитомо и морской смутой 936—941 годов. Пиратские отряды сыграли также важную роль в войне Минамото и Тайра 1180—1185 годов. Однако расцвет суйгун приходится на начало XV века, когда они были приняты на службу региональными властителями сюго в качестве морских стражей во Внутреннем Японском море. Задачей этих организаций «морских самураев» была охрана транспортных кораблей и торговых судов, которые плыли в Китай. Крупнейшими Суйгун были род Мураками с острова Иносима, действовавший под патронажем военных губернаторов провинции Бинго из рода Ямана, а также роды Кибе, Томико и Кусико с полуострова Кунисаки, известные как флотилия Отомо, которая была зависима от губернаторов провинции Бунго из рода Отомо.
В XVI веке в период Сэнгоку наряду со старыми суйгун, которые выполняли функции береговой охраны, началось формирование новых под эгидой провинциальных властителей даймё. Наиболее известными из них были морские отряды рода Мори из Аки и рода Такэда из Каи, а также пиратские шайки рода Отомо из Бунго и рода Го-Ходзё с Сагами.
В 1541—1550 годах западнояпонский род Мори выделил для желающих поступить на флот земли в районе современных Хиросимы и Хацукаити и сумел сформировать морское соединение своей непосредственной командой. В ходе родовых земель род передал вновь созданным суйгун под базу остров Ясира.